# County Waterford
County Waterford (Irsk: Contae Phort Láirge) er et county i Republikken Irland, hvor det ligger i provinsen Munster.
County Waterford omfatter et areal på 1.837 km² med en samlet befolkning på 113.241 (2006).
Det administrative county-center ligger i byen Waterford.

## Største byer
| Rang | By           | Indbyggeratal (2022) |
| ---- | ------------ | -------------------- |
| 1    | Waterford    | 60,079               |
| 2    | Tramore      | 11,277               |
| 3    | Dungarvan    | 10,081               |
| 4    | Portlaw      | 1,881                |
| 5    | Dunmore East | 1,731                |
| 6    | Ballinroad   | 1,389                |
| 7    | Lismore      | 1,347                |
| 8    | Tallow       | 1,022                |